# Cynthia Clark
Cynthia Danielle Clark, auch Cindy Clark, (* 7. März 1986 in Canmore) ist eine kanadische Biathletin.
Cynthia Clark wird von Mathias Ahrens und Richard Boruta trainiert. Sie gab ihr internationales Debüt im Rahmen der Biathlon-Europameisterschaften 2009 in Ufa. Bei den auch für Nicht-Europäer offenen Titelkämpfen in Russland wurde die Kanadierin 22. in Einzel und Sprint sowie 28. im Verfolgungsrennen. Zudem lief sie gemeinsam mit Jessica Sedlock, Claude Godbout und Rosanna Crawford im Staffelwettbewerb auf den sechsten Platz. Kurz darauf lief sie in Ridnaun ihre ersten Rennen im Biathlon-Europacup. Schon zuvor war Clark auf kontinentaler Ebene in Nordamerika, dem Biathlon-NorAm-Cup 2008/09 unterwegs. In Einzel, Sprint und Verfolgung von Canmore wurde sie Dritte, in der Gesamtwertung erreichte sie Platz fünf.